# Slax
Slax is een Linux-live-cd gebaseerd op Slackware, ontwikkeld door Tomas Matejicek. Slax hoeft niet op de harde schijf geïnstalleerd te worden; het kan ook worden opgestart vanaf een cd of USB-stick.

## Bijzonderheden
Slax wordt verspreid in twee versies: Slax voor cd en Slax voor USB. Slax voor cd wordt verspreid als een ISO-bestand dat op een cd moet worden gebrand. Slax voor USB wordt verspreid als een TAR-archief dat moet worden uitgepakt naar een USB-apparaat. Beide edities zijn gelijk aan elkaar en gebruiken KDE als desktopomgeving.
De voornaamste eigenschap van Slax is de modulaire opbouw. Het is eenvoudig om modules te vervangen of nieuwe toe te voegen. Slax biedt ontwikkelaars en gebruikers de mogelijkheid om bijvoorbeeld Slackware-pakketten te converteren naar Slax-modules. Deze modules kunnen worden toegevoegd aan een nieuwe Slax-cd, een USB-stick met Slax of worden opgestart in Slax zelf.
Slax wordt ook gebruikt voor het "modden" van de spelcomputer Xbox 360.